# George Saling
George J. Saling (Memphis, 24 luglio 1909 – Saint Charles, 15 aprile 1933) è stato un ostacolista statunitense, campione olimpico dei 110 metri ostacoli ai Giochi di Los Angeles 1932.

## Biografia
Nato nel 1909 a Memphis, Missouri, si trasferisce a Corydon, Iowa, con la propria famiglia a soli 3 mesi. Qui frequenta la Corydon High School, facendo parte in qualità di capitano della squadra di pallacanestro.
Successivamente studia presso l'Università dell'Iowa, dove si mette in mostra come uno dei migliori ostacolisti in circolazione vincendo nel 1932 il titolo NCAA sui 110 m ostacoli, eguagliando il record mondiale di 14"4, che apparteneva a Percy Beard. Ai campionati AAU Saling arriva secondo sui 110 m ostacoli, preceduto da Jack Keller, ma conquista il titolo sui 200 m ostacoli, prestazione che gli garantisce un posto nella squadra olimpica.
Ai Giochi di Los Angeles Saling vince il titolo dei 110 m ostacoli battendo il suo rivale Beard, preceduto di 0"1. La vittoria alle Olimpiadi del 1932 rimarrà l'ultima della carriera di Saling, che a sei mesi di distanza dalla finale olimpica morirà in un incidente stradale in Missouri a soli 23 anni.

## Palmarès
| Anno | Manifestazione  | Sede        | Evento   | Risultato | Prestazione | Note |
| ---- | --------------- | ----------- | -------- | --------- | ----------- | ---- |
| 1932 | Giochi olimpici | Los Angeles | 110 m hs | Oro       | 14"6        |      |